# 1996年香港
|        | 香港歷史 \| 香港歷史年表                                                                                                   |
| 世紀： | 19世紀香港 \| 20世紀香港 \| 21世紀香港                                                                                     |
| 年代： | 1960年代香港 \| 1970年代香港 \| 1980年代香港 \| 1990年代香港 \| 2000年代香港 \| 2010年代香港 \| 2020年代香港               |
| 年份： | 1992年香港 \| 1993年香港 \| 1994年香港 \| 1995年香港 \| 1996年香港 \| 1997年香港 \| 1998年香港 \| 1999年香港 \| 2000年香港 |
| 紀年： | 丙子年（鼠年）、香港開埠155周年、香港重光51周年                                                                            |

## 政府

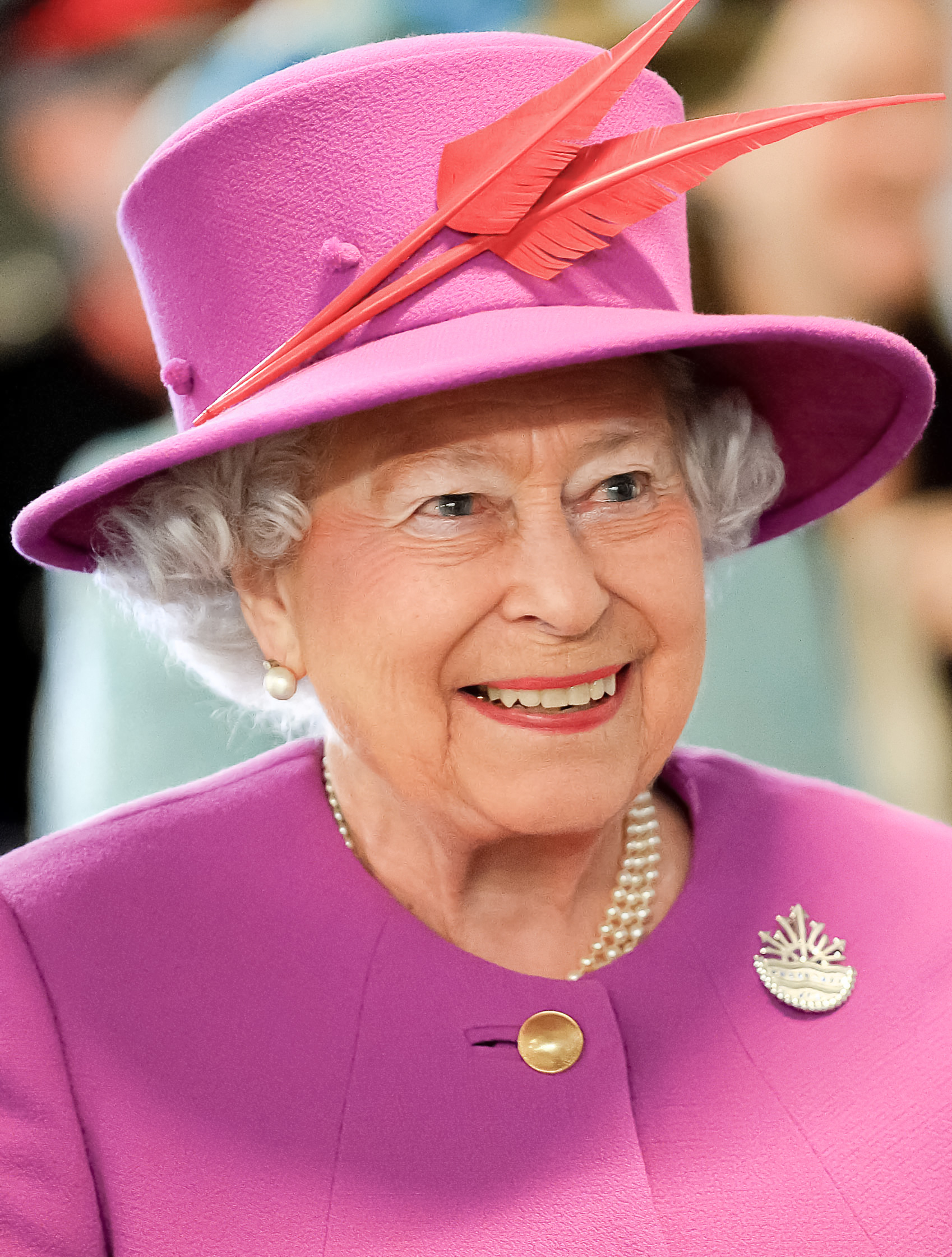
英国君主：伊丽莎白二世
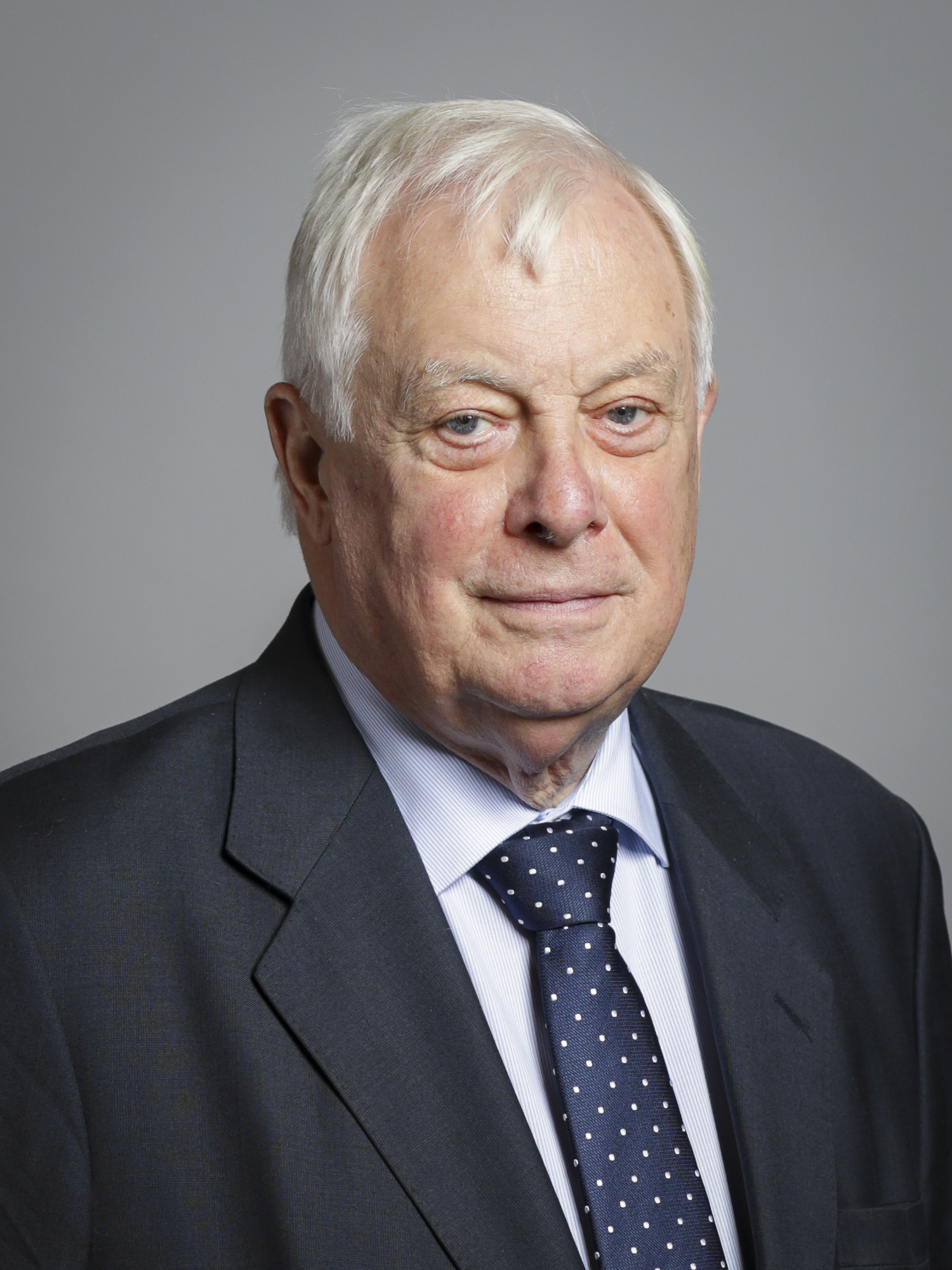
香港總督：彭定康
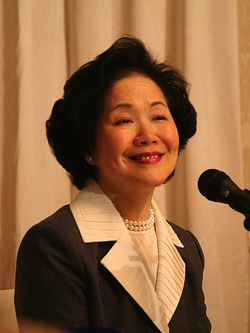
布政司：陳方安生

## 大事記

### 1月
- 1月1日——位於中國大陸的崖城13-1氣田開始向香港輸氣，為香港首次從境外引進管道天然氣[1]。
- 1月9日——英國外相聶偉敬訪港，進行首次官式訪問[2]。
- 1月9日——維他奶國際集團被投訴產品有酸味，決定回收所有紙包的維他奶及旗下所有產品。最終被銷毀的維他奶盒裝飲品約有8,200公噸[2]。
- 1月19日——亞視本港台在午間新聞播映裸露鏡頭，最後造成軒然大波。
- 1月21日——衛奕信徑啟用。
- 1月26日：
  - 香港特區籌委會在北京成立，中共中央總書記、中國國家主席江泽民走進150多個籌委的人群裡，僅與董建華一人握手，普遍被喻為「眾裡尋他千百度」或「欽點」，英國和香港的政界和傳媒界由此知道江泽民在當年12月舉行的首屆行政長官選舉裡中意董建華[3][4]。最終1996年12月11日董建華勝出，擊敗楊鐵樑、吳光正及李福善。
  - 將軍澳寶寧路一段施工中行人天橋倒塌，造成1死4傷。事後天橋承建商及二判兩負責人被警方拘捕，指於未經審批程序而偷步進行結構工程；惟最終沒人被落案起訴。
- 立法局二讀《電影VCD分級1996條例草案》。

### 2月

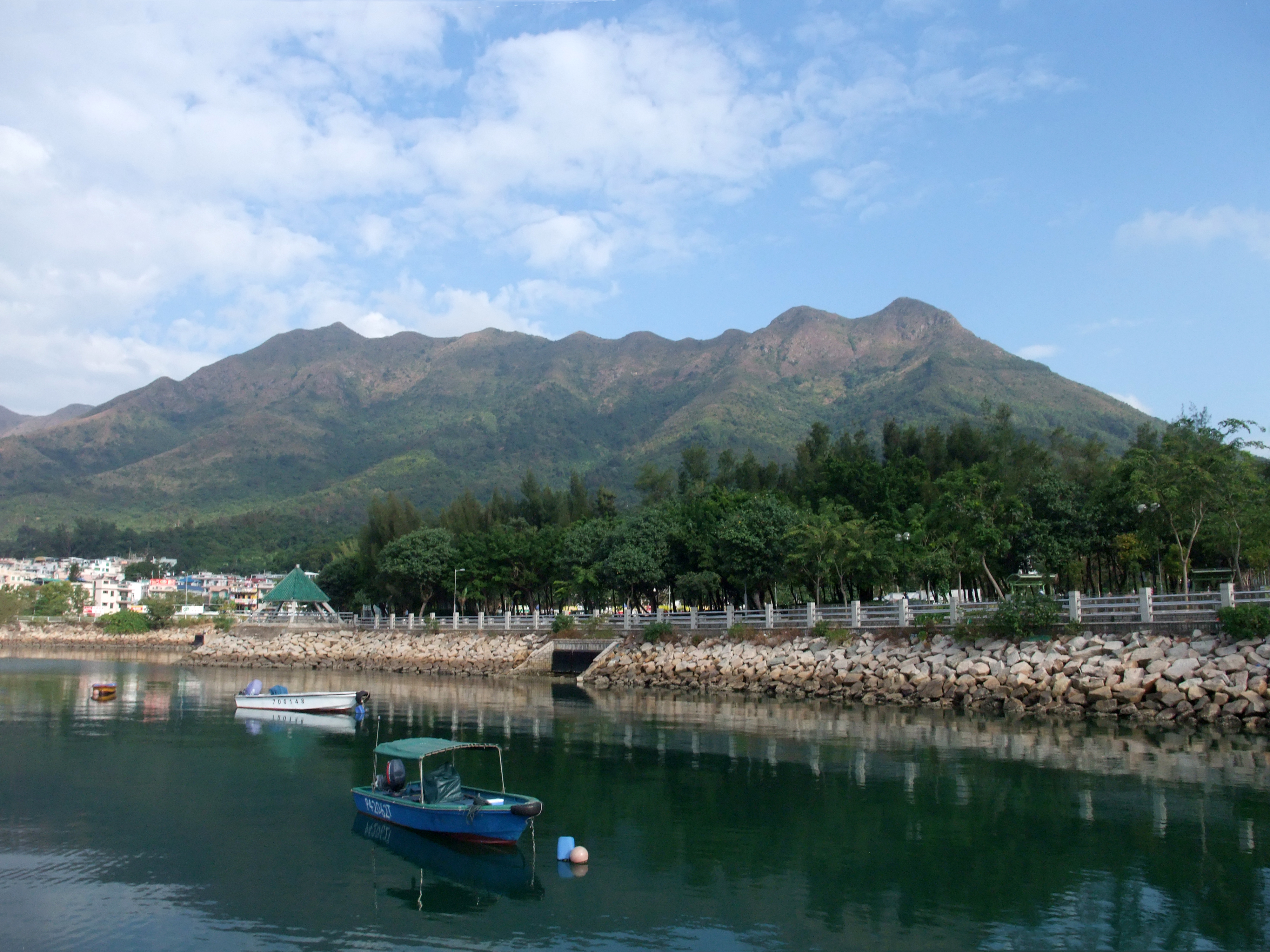
發生嚴重山火的八仙嶺

- 2月10日——八仙嶺發生嚴重山火[5]，導致香港中國婦女會馮堯敬紀念中學3名學生及2名老師死亡，13名學生受傷。
- 2月16日——證人由即日起可在法庭外另一個房間，透過電視錄影作供[2]。
- 2月29日——2輛九巴與1輛小巴在大窩西支路近泰亨村相撞，造成23人受傷。
- 2月——一股強烈寒流帶來長達六星期低溫，氣溫多日在攝氏6至8度間徘徊，期內年初三最低溫僅5.8度，累計有150名長者在低溫死亡，部份更是獨居長者，事件遂催生長者安居協會於同年9月成立，並推出平安鐘服務，以確保長者於極端天氣時的安全。[6]

### 3月
- 3月2日——英國首相馬卓安訪港兩天[2]。
- 3月3日——深夜，一輛行走101線往堅尼地城方向的九巴利蘭奧林比安12米（3BL82，車牌號碼DH5333）在灣仔堅拿道天橋近伊利莎伯大廈對開失控越過對面行車線，與一輛行駛鰂魚涌至慈雲山116號線的中巴丹尼士禿鷹12米巴士（DL13，車牌號碼EF7207）迎頭相撞，35人受傷。
- 3月4日——馬卓安宣布英國決定批准持香港特別行政區護照的人士免簽證入境[2]。
- 3月6日——財政司曾蔭權發表任內第一份財政預算案[2]。
- 3月15日——廣管局宣判亞洲電視裸女事件投訴成立，判以輕微警告處分。
- 3月17日——屯門青麟交匯處發生輕鐵與貨車相撞意外，一名司機死亡。
- 立法局通過《電影VCD分級1996條例草案》。
- 香港舉行中期人口統計。
- 3月24日——香港特別行政區第一屆政府推選委員會決議成立臨時立法會[7]:11。
- 3月30日——5.4萬名市民到灣仔入境事務大樓外排隊申請歸化英藉及登記英國國民（海外）國籍人士，入境處通宵處理有關申請。排隊人龍由灣仔入境事務大樓延伸至灣仔運動場內打轉，期間更因排隊問題引起爭執及打鬥，翌日3月31日是週日，入境事務大樓仍要繼續開放以便處理大批歸化英籍的申請。

### 4月
- 4月1日——法定語文事務署成立，旨在鼓勵公務員多使用中文[2]。
- 4月2日——城巴有限公司獲行政局批出專營權，為期十年[2]。
- 4月17日——警方於荃灣中心太原樓採取行動搗破製毒工場，單位內一名男疑犯把20公斤重、市值500萬元的海洛英和製毒工具拋出窗外後逃脫，另外一名女疑犯被發現吊掛在15樓單位窗外，後來證實為非法入境者且被捕[8]。
- 4月18日——赤柱監獄閘口檢查站被人以泥頭車蓄意撞壞，并留下署名「支援囚犯協會」的恐嚇字句；三天後（4月21日）監獄外有懲教署職員坐駕被縱火焚毀，同月22日警方動員到出現恐嚇字句橫額的赤柱軍人墳場作地毯式搜索[9]。
- 4月24日——保安司向立法局提交《一九九六年人民入境（修訂）條例草案》，訂明當局倘已向越南政府提出遣返某名越南船民的要求，除非越南方面拒絕該項要求或除非法院在有關情況下裁定該船民被羈留一段不合理的時間，否則，法院不得根據該條例第13D條裁定羈留該人的目的已不能達致或已喪失時效[10]。同日，小欖精神病治療中心閘口檢查站亦被六天前赤柱監獄所遇的同一手法撞壞，署名「囚之音」的橫額更警告懲教人員不可為囚犯注射俗稱「懵仔針」之鎮定劑[9]。
- 4月29日：香港第三條過海隧道西區海底隧道最後一節管道沉放到海床[2]。

### 5月
- 5月1日——一載著一輛鑽探機中型貨車及拖架，沿荔枝角道往深水埗方向行駛，駛至荔枝角道近蝴蝶谷道交界時，懷疑拖架上的鑽探機超出高度限制，撞塌整段橫跨荔枝角道往東南方向行車道上的行人天橋，車道左面行人路上的行人天橋混凝土支柱亦扭曲損毀。翌年3月25日，肇事司機在北九龍裁判法院承認鹵莽駕駛及載貨超高罪，被法庭判罰[11]。
- 5月8日——歌手張學友於世界音樂獎（World Music Awards）第二次摘得亞洲最高銷量獎。
- 5月9日——白石船民羈留中心發生越南船民騷亂，一批難民手持武器衝擊營房並對職員宿舍縱火，當局增派2,000名警方人員和懲教署職員到場鎮壓，發射1,800多枚催淚彈；期間更有警察被船民挾持。事發後翌日（5月10日）有200名船民趁機逃走至馬鞍山附近一帶，最後被全部逮獲。期間警方於該區對外公路設路障截查車輛，令區內交通癱瘓；有關行動導致派到沙田或以外試場應考的馬鞍山會考生，不能前往指定的試場[9]事後考試局調整了受影響考生的積分。[12]。一船民後來因襲擊懲教署人員被判監半年。
- 5月13日——於1989年逃獄的重犯葉繼歡於西環登陸時被警員用槍射中背部神經線癱瘓被捕。
- 5月20日——平等機會委員會成立。
- 5月14日——資深傳媒人梁天偉擔任《凸周刊》社長期間，於鰂魚涌華蘭路辦公室內遇襲，遭兩名兇徒用刀斬斷左前臂，及後施手術成功接駁[13]。
- 5月17日——《電影VCD分級1996條例草案》正式生效。

### 6月
- 6月3日——行政局議員董建華在任職三年半後，辭任有關職務[2]。
- 6月6日——機場鐵路醉酒灣工程地盤發生意外，載有四個工人的工作台從25米高處塌下，兩名工人走避不及，造成6人死亡。
- 6月11日——油塘一個船廠發生工業意外。

### 7月
- 7月3日——黃大仙竹園聯合村木屋區發生三級火。
- 7月9日——一輛小巴駛至錦田公路石崗機場對開與九巴51號迎頭相撞，導致1死6傷。
- 7月12日——專為駐港英軍子弟而設的聖佐治學校舉行結業禮暨降旗儀式，至此該校、以至駐港英軍子女教育服務正式結束。
- 7月19日——立法局通過興建上水屠房[14]。
- 7月21日–7月22日——強烈熱帶風暴法蘭基襲港，皇家香港天文台懸掛一號風球[15]，無傷亡[16]。
- 7月22日–7月24日——女死者蘇嫦蘭結交的新男友梁偉聰，因嗜賭如命，欠下賭債，雙方爭執下殺害死者，並在元朗十八鄉大橋村家中將其肢解。殘肢3天內分別於荃灣地鐵站附近一個多層停車場四樓、天水圍天耀邨垃圾站及上水龍豐花園一個休憩花園被發現，在休憩花園發現肢體旁的矮樹下，梁偉聰竟放置一張對摺兩次的簇新A4影印紙，一邊影有該宗碎屍案新聞，另一邊有手寫字句。
- 7月24日——中午，一輛行走上水至天水圍市中心的276P線丹尼士巨龍11米空調巴士（AD2，車牌號碼EU7058），在粉嶺公路近彩園邨附近故障停在慢線上等候工程車拖回車廠時，被一輛貨櫃車猛撞車尾，整個引擎室完全損毀，54名乘客受傷。
- 7月26日——隨著最後一面青天白日滿地紅旗降下，政府收回調景嶺寮屋區所有寮屋，結束該處居民與政府一年的僵持。
- 7月26日–7月27日——颱風姬羅莉亞襲港，皇家香港天文台懸掛一號風球[15]，無傷亡[16]。

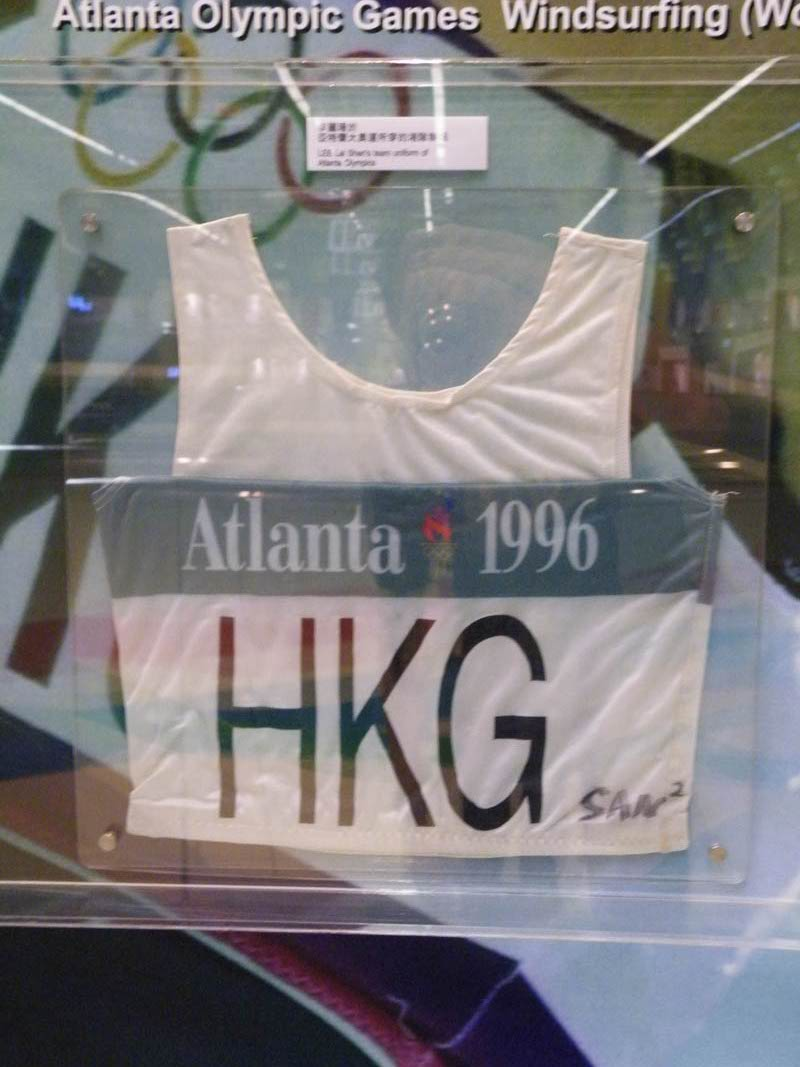
李麗珊勝出奧運冠軍時所穿的戰衣

- 7月29日——滑浪風帆選手李麗珊在亞特蘭大奧運會，為香港取得首枚奧運金牌[17][18][19][20]。

### 8月
- 香港個人資料私隱專員公署成立。
- 8月6日——熱帶低氣壓麗莎襲港，皇家香港天文台懸掛一號風球[15]，無傷亡[16]。
- 8月20日–8月21日——颱風麗潔襲港，皇家香港天文台懸掛一號風球[15]，無傷亡[16]。
- 8月26日——香港在主權移交前慶祝最後一次重光紀念日。
- 8月27日——輪椅劍擊選手張偉良在亞特蘭大傷殘奧運會，為香港贏得四面金牌[2]。

### 9月
- 9月6日——首席大法官楊鐵樑爵士宣布辭任首席大法官職務，並決定接受提名參加首屆香港特別行政區行政長官選舉。辭職由11月4日生效[2]。
- 9月7日——粉嶺馬尾下簡頭村雪櫃女童藏屍案。
- 9月9日——颱風莎莉襲港，皇家香港天文台懸掛八號風球[15]，2死4傷[16]。此風暴亦是香港主權移交前，最後一個導致皇家香港天文台需要懸掛八號風球的襲港熱帶氣旋，亦是史上第二短的八號風球，歷時3小時25分鐘。
- 9月18日–9月20日——強烈熱帶風暴威利襲港，皇家香港天文台懸掛一號風球[15]，2人失蹤[16]。

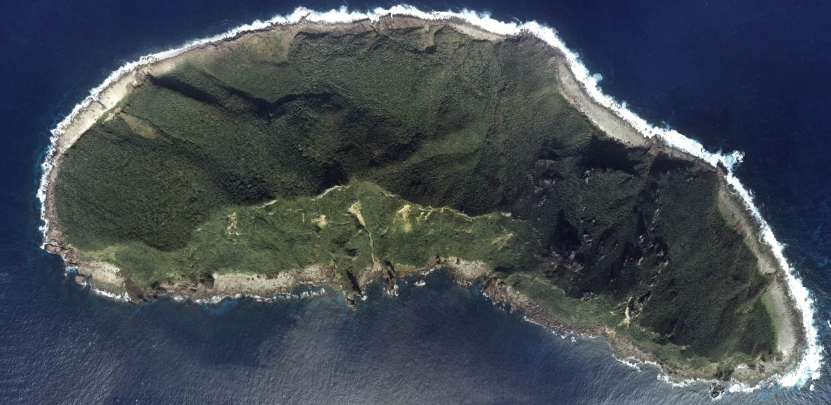
釣魚台爭議於本年升溫，香港保釣人士陳毓祥成為首名犧牲者

- 9月23日——一輛載有50多名小學生校巴，沿西環山道落斜時失控，撞向一部有線電視工程車造成兩人死亡[21]。
- 9月24日——荃灣中心發生自殺及兇殺案，6死1傷。警方調查指男戶主蓄意接駁石油氣喉至睡房，毒殺家人及同鄉[22]。
- 9月26日——保釣人士陳毓祥在前往釣魚台抗議的航程中遇溺去世[2]。

### 10月
- 10月2日——總督彭定康提交任內最後一份施政報告[2]。
- 10月6日——香港荃葵青各界慶祝雙十國慶委員會等成員登上荃灣大帽山展示大幅中華民國旗及保釣標語，為九七移交前最後一次公開展示，港九各地亦較往年多掛青天白日滿地紅旗。[2]。
- 10月7日——香港和台灣的保釣人士成功突破日本防線，登陸釣魚台列島[2]。
- 10月14日——第一屆香港特別行政區行政長官開始接受提名[2]。
- 10月14日——聯合國消除對婦女一切形式歧視公約引進香港[2]。
- 10月19日–10月20日——颱風貝芙襲港，皇家香港天文台懸掛一號風球[15]，無傷亡[16]。

### 11月

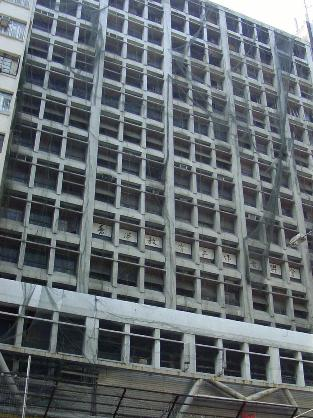
發生香港歷來第11多人死亡大火的嘉利大廈

- 11月7日——四名劫匪持械行劫油麻地廟街一珠寶金行，並於得手後挾持一名職員，與到場警員發生槍戰，導致劫匪一死一重傷及一名途人受傷，被劫去總值80多萬的手錶全被起回；事後警方搜查粉嶺一食店和大圍一住宅單位蒐證但無人被捕[9]。
- 11月20日–11月21日——油麻地嘉利大廈發生重大火災，香港消防處列為5年來首宗五級大火，焚燒21小時，釀成41死80傷慘劇，其中一名死者為消防員，警方首次出動災難遇害者辨認組[23][24][25][26]。

### 12月

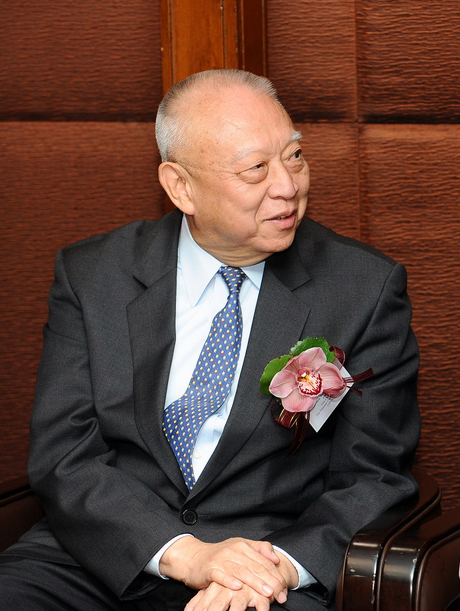
董建華在400人的推選委員會中當選香港首任行政長官

- 12月11日——1996年香港特別行政區行政長官選舉由董建華勝出，擊敗楊鐵樑、吳光正及李福善。
- 12月16日——美國傳統基金會宣布香港連續三年成為世界上經濟最自由的地方[2]。
- 12月18日——董建華在北京接受中國國務院總理李鵬任命，成為首任香港特別行政區行政長官，董並會見了中共中央總書記兼國家主席江澤民[2]。
- 12月21日：
  - 上午九時半，一輛行走70線的丹尼士喝采（N174，車牌號碼CL8753）在獅子山隧道管道內著火焚毀，車身嚴重焚毀。
  - 推選委員會在深圳選出香港特別行政區臨時立法會60名議員[2]。
- 12月27日——兩輛中巴95線巴士凌晨於石排灣巴士總站疑遭縱火，車身損毀。
- 12月30日——深井海旁一名男子被狂刺多刀殺害，棄屍大海。
- 12月31日——屯門舉行香港首次除夕煙花匯演[2]。

### 節慶
下列節慶，如無註明，均是香港的公眾假期，同時亦是法定假日（俗稱勞工假期）。有 # 號者，不是公眾假期或法定假日（除非適逢星期日或其它假期），但在商業炒作下，市面上有一定節慶氣氛，傳媒亦對其活動有所報導。詳情可參看香港節日與公眾假期。
- 1月1日（星期一）：元旦
- 2月19日（星期一）：農曆年初一
- 2月20日（星期二）：農曆年初二
- 2月21日（星期三）：農曆年初三
- 4月4日（星期四）：兒童節 #、清明節
- 4月5日（星期五）：耶穌受難節（是公眾假期，但不是法定假日）
- 4月6日（星期六）：耶穌受難節翌日（是公眾假期，但不是法定假日）
- 4月8日（星期一）：復活節星期一（是公眾假期，但不是法定假日）
- 6月15日（星期六）：英女皇壽辰（是公眾假期，但不是法定假日）
- 6月17日（星期一）：英女皇壽辰後第一個星期一（是公眾假期，但不是法定假日）
- 6月20日（星期四）：端午節
- 8月24日（星期六）：8月份最後一個星期一之前一個星期六（是公眾假期，但不是法定假日）
- 8月26日（星期一）：8月份最後一個星期一為重光紀念日（是公眾假期，但不是法定假日）
- 9月27日（星期五）：中秋節 #
- 9月28日（星期六）：中秋節翌日
- 10月20日（星期日）：重陽節
- 10月21日（星期一）：重陽節翌日（補10月20日）
- 10月31日（星期四）：萬聖夜 #
- 12月21日（星期六）：冬至（是法定假日，但不是公眾假期，根據法定假日放假的機構，或會聖誕節放假，冬至不放假。部份機構或會提早下班）
- 12月24日（星期二）：平安夜#（不是公眾假期或法定假日，但部份機構或會提早下班或放假一天）
- 12月25日（星期三）：聖誕節（根據法定假日放假的機構，或會冬至放假，聖誕節不放假）
- 12月26日（星期四）：聖誕節後第一個周日（是公眾假期，但不是法定假日）
- 12月31日（星期二）：公曆除夕# （不是公眾假期或法定假日，但部份機構或會提早下班或放假一天）

## 出生
- 1月5日——陳俊樂，香港足球运动员
- 1月31日——蘇芷晴，香港女子音樂組合COLLAR成員
- 4月15日——劉馬車，香港網絡紅人，曾屢次在中、港兩地干犯打鬥及性罪行
- 5月2日——陳欣茵，無綫電視女藝員
- 10月13日——黃之鋒，學民思潮召集人

## 逝世
- 9月26日——陳毓祥（45歲），香港保衛釣魚台運動人士，時事評論員。
- 12月29日——尤敏（60歲），邵氏知名女星。

## 大型獎項

### 電視廣播有限公司獎項（1996年）
香港小姐
- 冠軍：李珊珊
- 亞軍：潘芝莉
- 季軍：袁彩雲
- 最上鏡小姐：李珊珊
- 國際親善小姐：袁彩雲
- 新秀歌唱大賽金獎（冠軍）：何韻詩
- 最受歡迎男歌手：張學友
- 最受歡迎女歌手：鄭秀文
- 金曲金獎：《情深說話未曾講》（歌手：黎明）

## 外部連結
- 《九六年香港大事回顧》 （页面存档备份，存于），無綫電視，1996年12月27日（粵語）